# أوساكيكاميجيما (هيروشيما)
أوساكيكاميجيما هي مدينة تقع في محافظة هيروشيما، اليابان. تبلغ مساحة هذه المدينة 43.24 (كم²)، ويبلغ عدد سكانها 9,502  نسمة حسب إحصاء سنة 2004.